# Plundering van Rome (546)

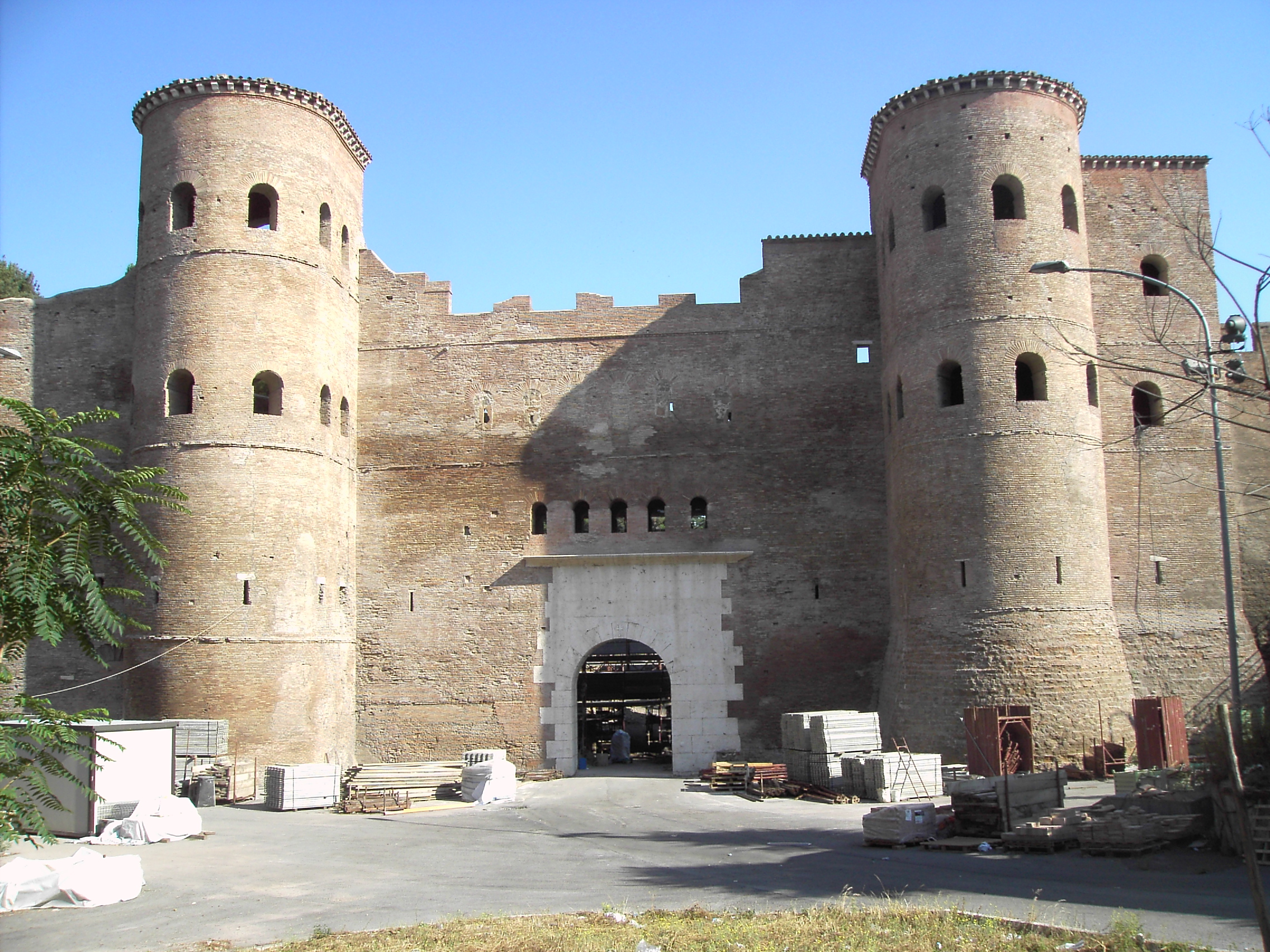
De Porta Asinaria waardoor Totila Rome binnentrok

De Plundering van Rome door de Gotische koning Totila in 546 vond plaats tijdens de Gotische Oorlog tussen de Ostrogoten en het Byzantijnse Rijk. Totila had zich in Tivoli gevestigd en in het kader van zijn poging om de regio Latium te heroveren, belegerde hij Rome. Het beleg duurde bijna een jaar alvorens Rome viel.

## Het beleg
Bessas, de aanvoerder van het keizerlijke garnizoen, bezat een voorraad graan, maar wilde het enkel tegen torenhoge prijzen aan de burgerbevolking verkopen. Hij stond ook niet toe dat burgers de stad verlieten. Zijn tijdgenoot en geschiedkundige Procopius beschrijft de hongersnood tijdens het beleg. De gewone Romeinen, die niet rijk genoeg waren, konden geen graan kopen van de militairen en waren genoodzaakt zemelen, brandnetels, honden, muizen en uiteindelijk elkaars uitwerpselen te eten. Sommigen pleegden zelfmoord. Uiteindelijk lieten de keizerlijke aanvoerders toe dat burgers die dat wensten de stad konden verlaten. Procopius schreef dat velen op die tocht omkwamen. Ze waren reeds door hongersnood verzwakt of werden onderweg door de vijand gedood.
Paus Vigilius die naar Syracuse was gevlucht, stuurde een flottielje graanschepen om Rome te voeden. Totila's zeemacht onderschepte en veroverde de vloot echter bij de monding van de Tiber. De keizerlijke strijdkrachten, geleid door Belisarius, waren gelegerd in Portus in afwachting van versterking. Hun poging Rome te ontlasten lukte bijna, maar faalde door de onbetrouwbaarheid van ondergeschikte aanvoerders. Belisarius werd ziek en ondernam geen verdere pogingen meer.

## De val van Rome
Op 16 december 546 trok Totila Rome binnen nadat zijn mensen de stadsmuren hadden beschadigd en de Porta Asinaria hadden geopend. Procopius beweerde dat Totila geholpen werd door soldaten uit Isaurië die deel uitmaakten van het keizerlijk garnizoen en een geheime overeenkomst met de Goten hadden gesloten. Terwijl de Goten voorzichtig de stad binnentrokken, ontsnapten veel verdedigers door een andere poort. Op die manier bleven er volgens Procopius slechts 500 strijdkrachten over en die zochten in verschillende kerken bescherming. 26 soldaten en 60 burgers kwamen om het leven. Rome werd geplunderd, maar Totila, die blijkbaar van plan was geweest om van de stad een schapenweide te maken, trok zich terug. Na een derde van de verdedigingsmuren te hebben neergehaald vertrok hij in achtervolging van Byzantijnse strijdkrachten naar Apulië.

## Nasleep
Totila had een troepenmacht achtergelaten maar Belisarius versloeg hen en in de lente van 547 nam hij Rome weer in. Hij liet de verdedigingsmuren herbouwen. Volgens Procopius gebeurde dit zo haastig dat men de stenen willekeurig stapelde. Totila spoedde zich terug maar werd ditmaal door de verdedigers verslagen. Belisarius profiteerde echter niet van de gelegenheid en de Goten namen verschillende steden, waaronder Perugia, in terwijl Belisarius passief bleef en vervolgens uit Italië werd teruggeroepen. In 549 rukte Totila een derde keer op tegen Rome, dat hij na een lange belegering innam.